# インドクジャク
インドクジャク（印度孔雀、学名：Pavo cristatus）は、キジ目キジ科クジャク属に分類される鳥類。クジャク属の模式種。インドを代表する国鳥。

## 世界分布
インド、スリランカ、ネパール南部、パキスタン東部、バングラデシュ西部に自然分布。オーストラリア、日本（主に南西諸島の一部）、ニュージーランドへ移入された。

## 形態
最大全長230cm。オスは全長180-230㎝。メスは全長86-90cm。翼長オス44-50cm、メス40-42cm。体重オス4-6kg、メス2.8-4kg。頭頂には扇状に羽毛が伸長する（冠羽）。種小名cristatusは「トサカ状の」の意。
虹彩は褐色。
長径7cm、短径4.5cmで、卵を覆う殻は淡黄色。
オスの成鳥は尾羽基部の上面を被う100-150枚の羽毛（上尾筒）が発達する。頭部や頸部は濃青色、体側面は青緑色、腹部は黒緑色の羽毛で被われる。冠羽の先端は青緑色。翼は青い光沢のある黒で、初列風切羽の色彩は赤褐色。嘴の色彩は灰黄色、後肢の色彩は灰褐色。メスの成鳥は全身が褐色、顔や腹部が淡褐色みを帯びた白い羽毛で被われる。冠羽の先端は褐色。嘴や後肢の色彩は黄褐色。

## 生態
標高1,500m以下にある落葉樹林やその周辺、農耕地などに生息する。地表棲で飛翔することは苦手だが、危険を感じると飛翔することもある。オス1羽とメス数羽からなる小規模な群れを形成し生活する。昼行性で、夜間は樹上で休む。
食性は雑食で、昆虫、節足動物、小型爬虫類、両生類、植物の葉、果実、種子などを食べる。
繁殖期は5-7月。繁殖形態は卵生。繁殖期になるとオスは単独で生活し、大声で鳴きメスに求愛する。オスの特徴的な飾羽は繁殖期のみ見られ、時期が終わると徐々に抜け落ちる。メスは茂みの中に窪みを掘った巣に、インドでは1-4月に1回に3-8個の卵を産む。抱卵期間は27-29日。メスのみが育雛を行う。生まれたばかりの雛は、2-3日は巣の母親の羽に隠れて過ごし、その後は巣から出て母親の後に続きながら、親を見真似して採餌行為などを学習する。半年ほど経つと親と見分けがつかなくなるが、1歳半-2歳くらいまでは母親と過ごし、性成熟する生後2-3年で独り立ちを果たす。平均寿命は10-20年。

## 人間との関係

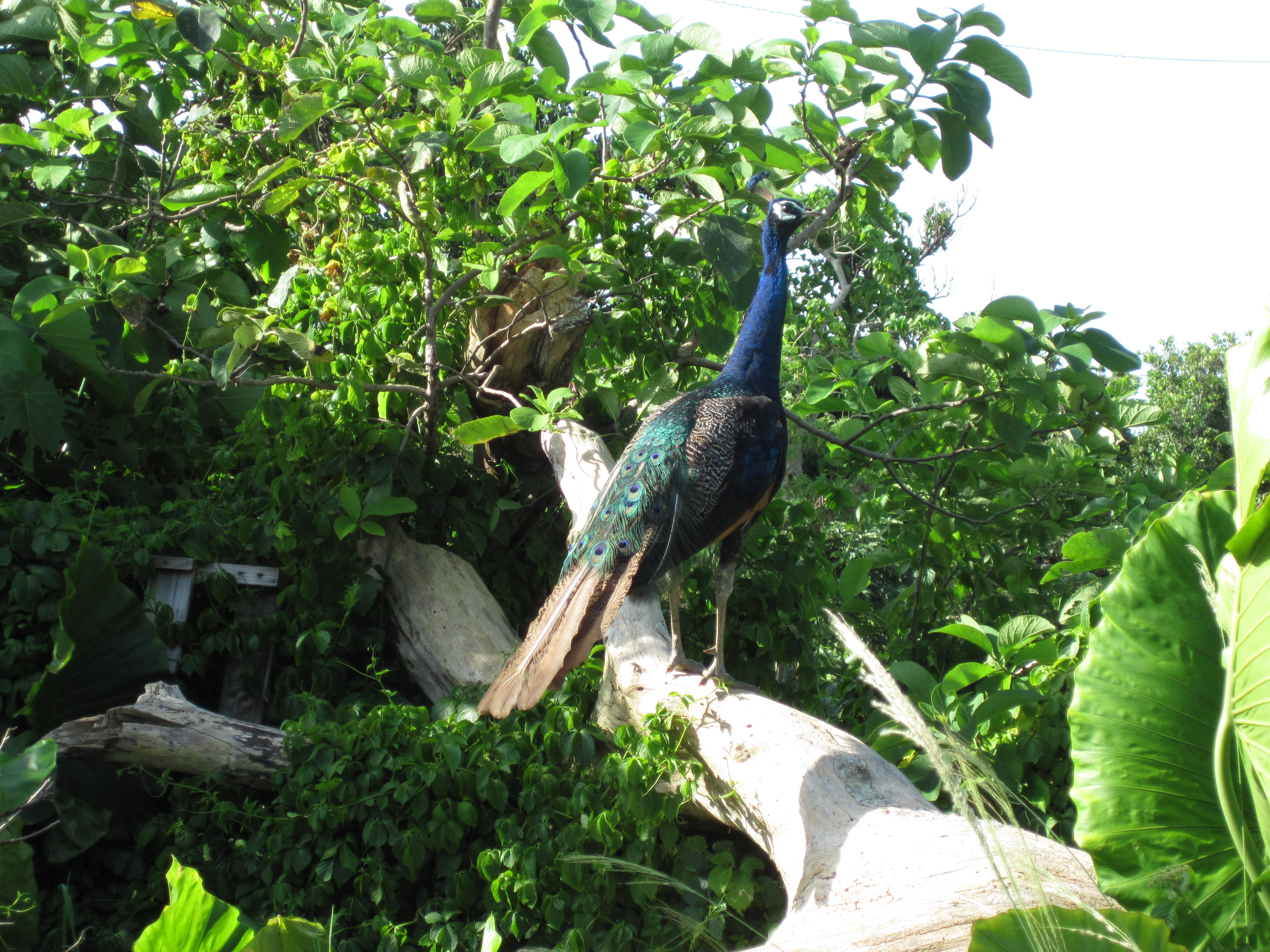
八重山列島・黒島のインドクジャク

生息地では神聖な鳥として保護されている。インドではサソリやコブラといった毒虫や毒蛇を捕食することから益鳥として重宝され、国鳥に指定されている。
ヨーロッパでは食用とされたこともある。羽毛は装飾品とされることもある。
日本に初めて持ち込まれたのは飛鳥時代で、日本書紀に献上された記述がある。また江戸時代には、クジャクを観ながらお茶を楽しむ「孔雀茶屋」が作られていた
。
ペットとして飼育されることもあり、動物園などの施設では放し飼いされることもある。白化個体も累代飼育により固定されている。
寒さに弱く、寒帯地域の動物園では、冬季は屋内の温室で飼育し、非公開とする施設もある。
観賞用に飼育されていた個体が遺棄、あるいは脱走し世界各地に帰化している。日本でも沖縄県の先島諸島（宮古列島の宮古島、伊良部島。八重山列島の石垣島、小浜島、黒島、与那国島）に定着しており、トカゲやチョウ等の小型固有種を捕食し問題となっている。黒島ではサキシマカナヘビ、宮古島ではミヤコカナヘビの被害が報告されている。このため、生態系被害防止外来種に指定され駆除が進められている。駆除した個体を食肉や工芸に利用する取り組みも行われているが、新たな供給を生み出す恐れがあり、慎重に議論すべき問題とされている。
八重山列島では、最初に新城島に導入され、1979年に小浜島のリゾートホテルに持ち込まれたものが観賞用として各地に寄贈されて広まった。黒島では、1980年代に観賞用として持ち込まれたものが脱走し、天敵がいないために異常繁殖して、2013年時点では数千羽以上が生息すると推定されている。
新城島では、2006年から2009年にかけて集中的に駆除が行われ、累計で116羽が捕獲されてほぼ完全に排除された。2013年には、黒島で箱罠により1,479羽が、また、小浜島で銃器により160羽がそれぞれ駆除されており、その後も黒島や小浜島で銃器による駆除や探索犬による繁殖卵の駆除が続けられている。
農業でも、家庭菜園や家畜の飼料用の農作物を踏み荒らされる被害が出ている。警戒心が強く、人が視界に入ると物陰に隠れてしまうため、植物状の偽装を使うハンターもいる。身体も頑丈で、頭や首といった急所以外に銃弾が当たっても倒れないことが多い。南西諸島では他に西表島や硫黄島 (鹿児島県)で、それ以外では本州各地（福島県、埼玉県、三重県、滋賀県）や四国地方でも見つかるようになっているが、定着は確認されていない。

## 画像

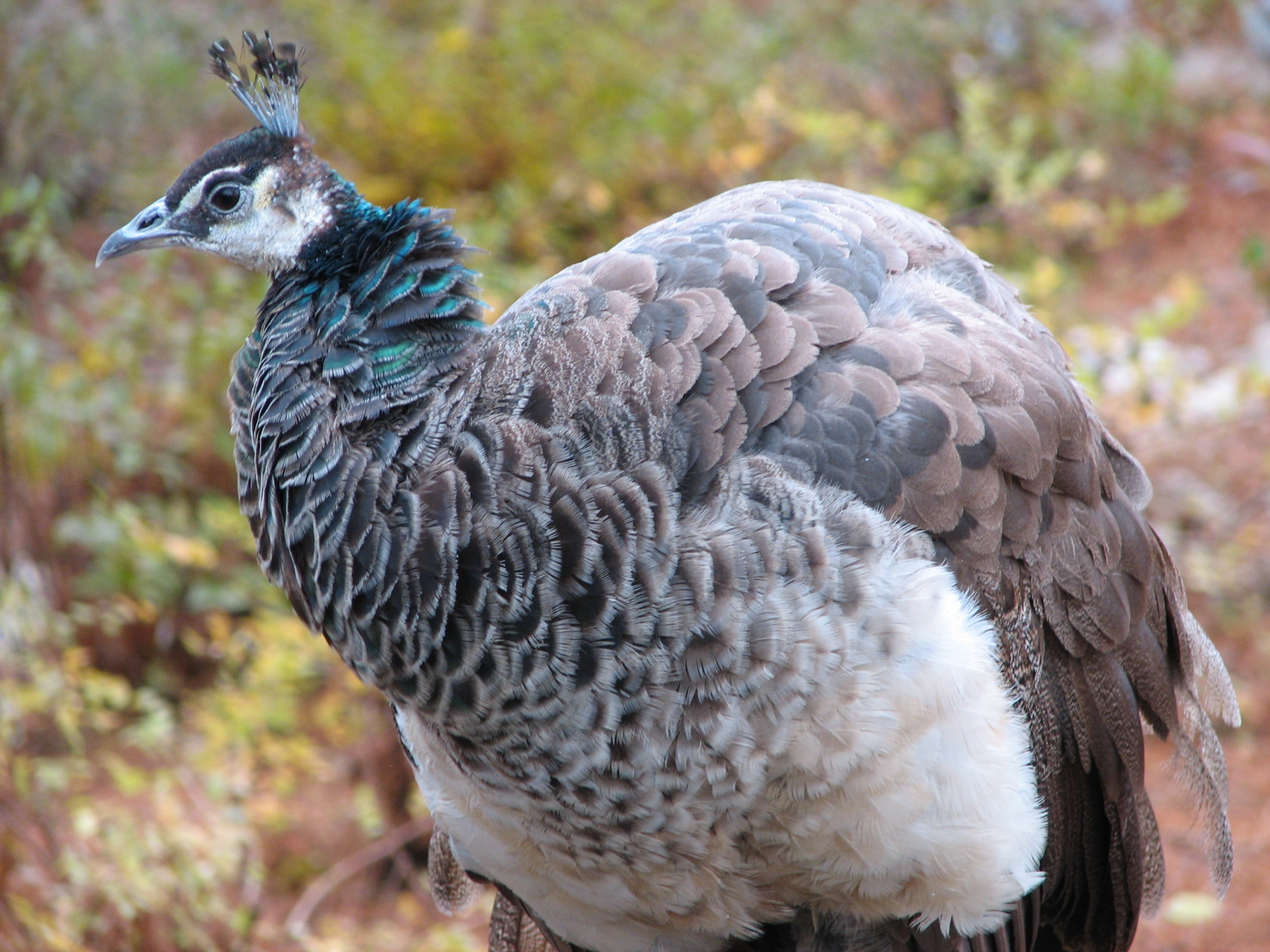
メス
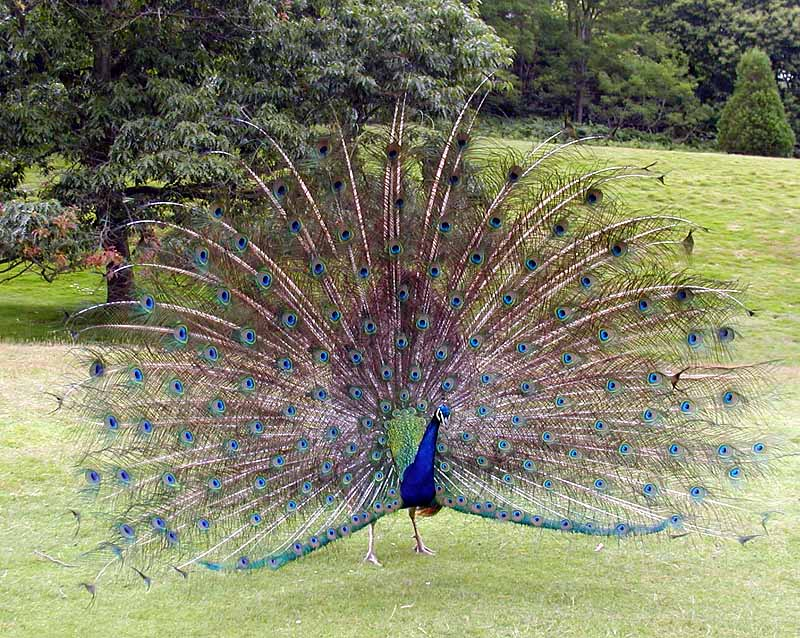
上尾筒を広げたオス
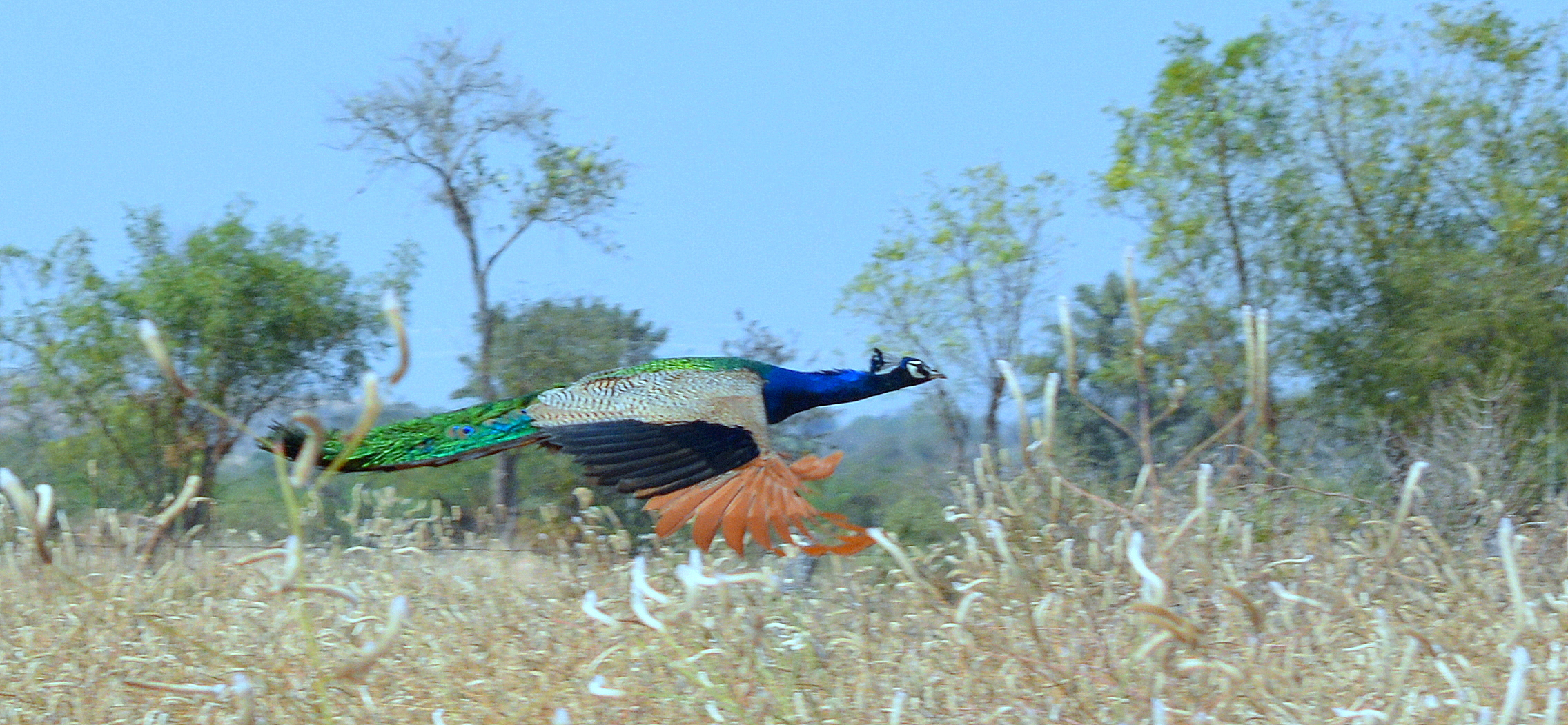
飛ぶ姿
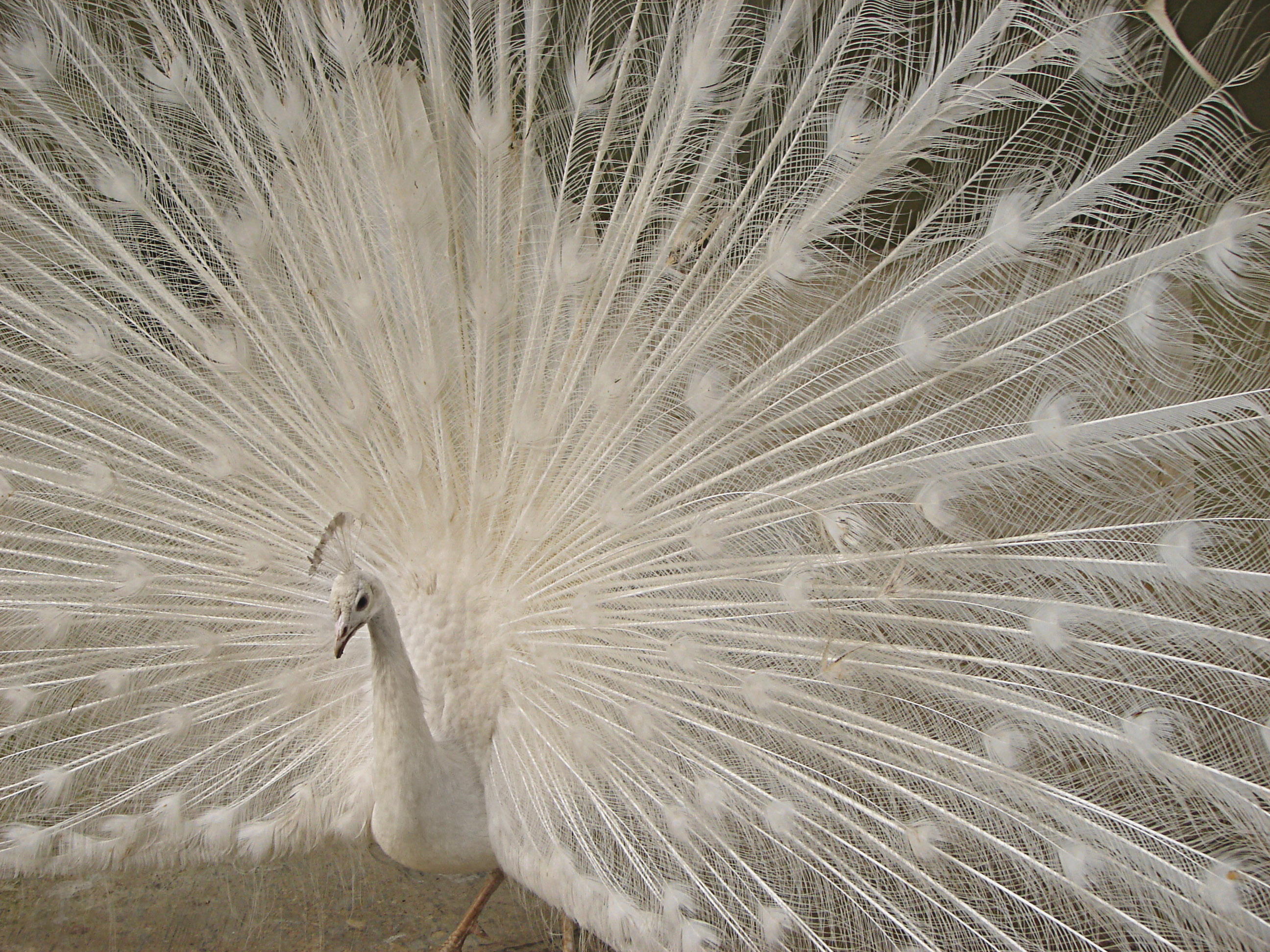
オスの白化個体
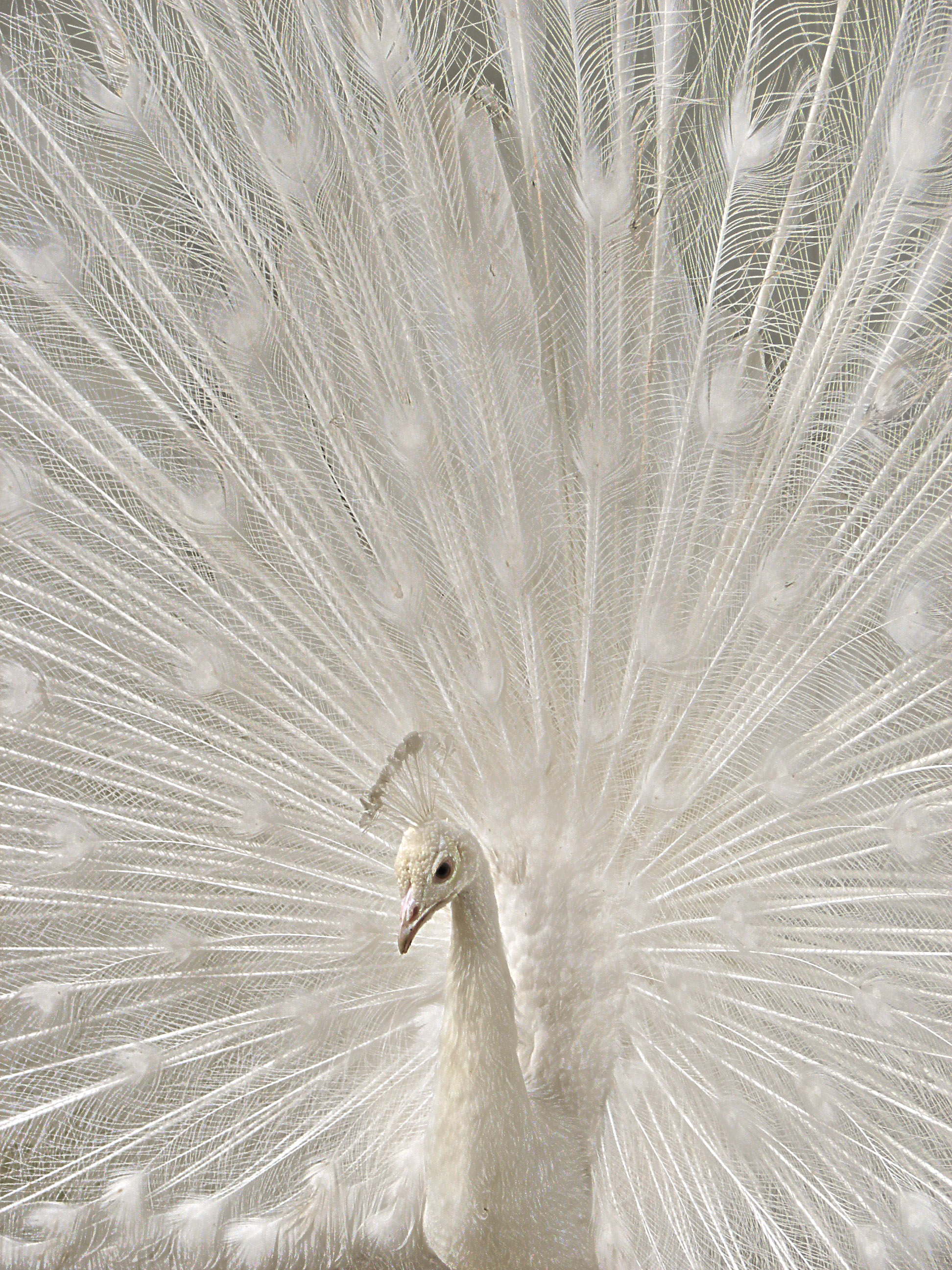
オスの白化個体
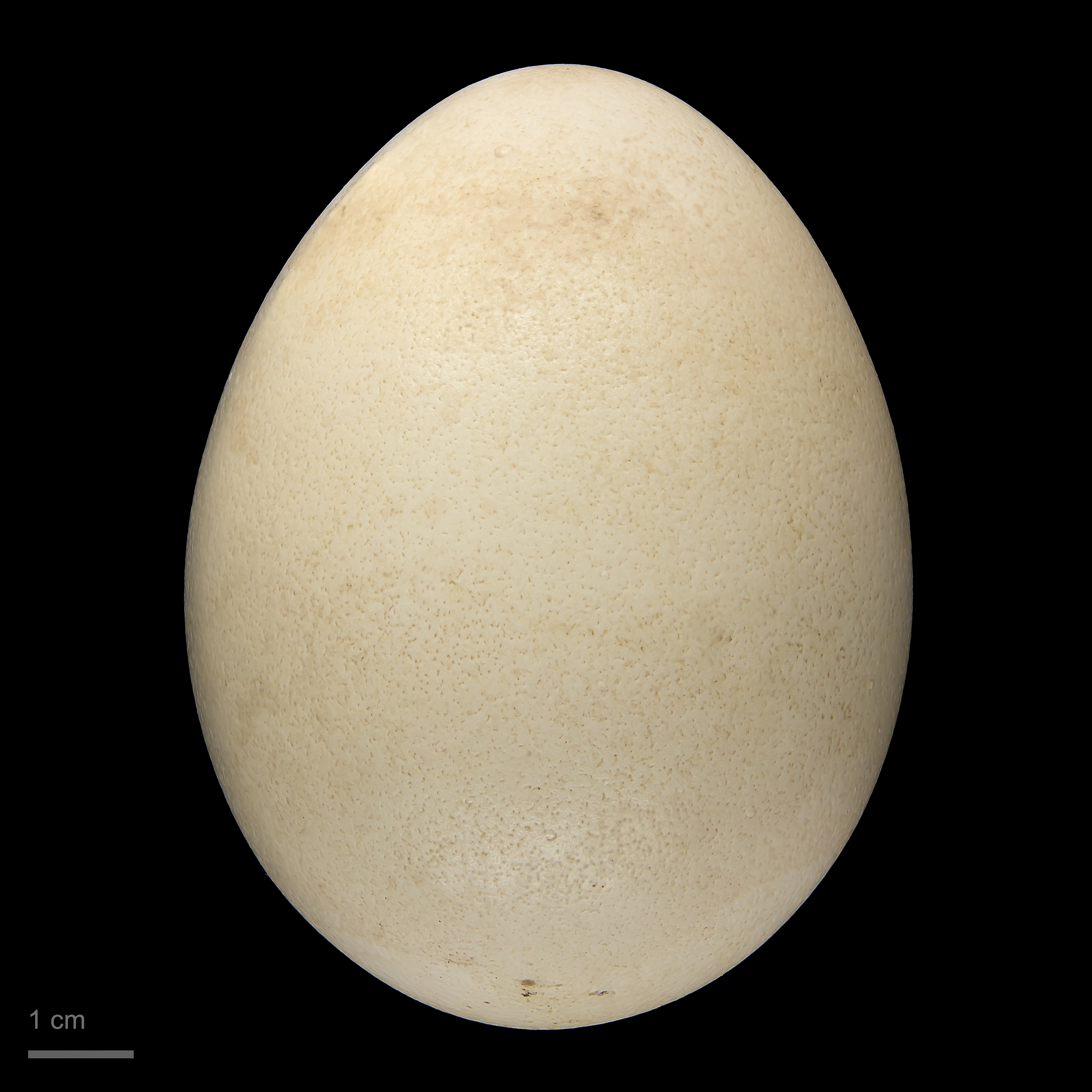
卵